# Xinglongsi
Xinglongsi (kinesiska: 兴隆寺镇, 兴隆寺) är en köping i Kina. Den ligger i provinsen Shandong, i den östra delen av landet, omkring 52 kilometer nordväst om provinshuvudstaden Jinan.
Genomsnittlig årsnederbörd är 770 millimeter. Den regnigaste månaden är juli, med i genomsnitt 304 mm nederbörd, och den torraste är januari, med 5 mm nederbörd.